# Вулиця Червоних Зір (Ростов-на-Дону)

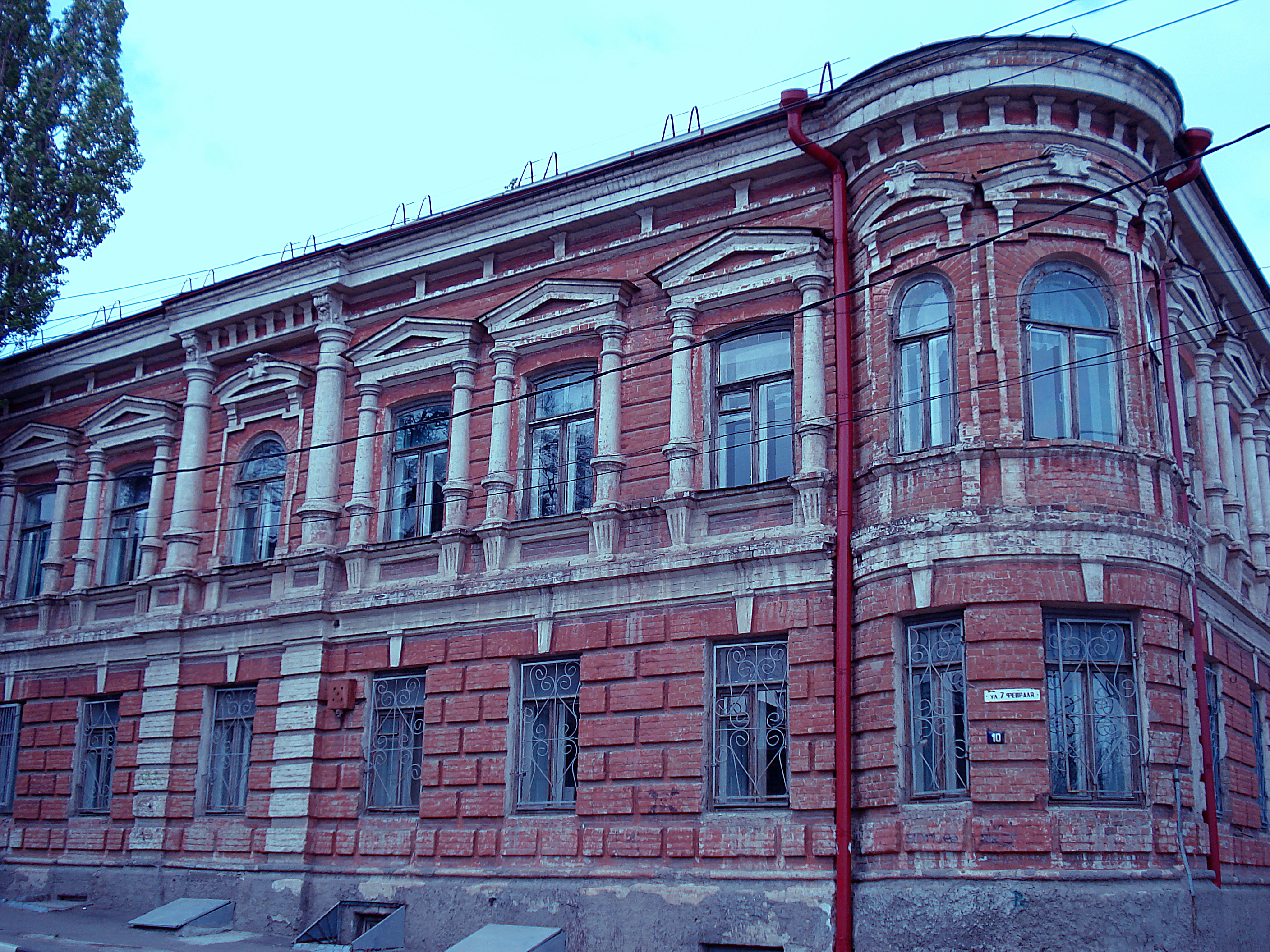
Прибутковий будинок М.Е. Парамонова на вулиці Червоних Зір, 157/10А, вулиця 7 Лютого

Вулиця Червоних Зір (рос. Улица Красных Зорь)  — вулиця у Ростові-на-Дону з 46 відомими будівлями поряд із вулицями: Нижньобульварною, Сєдова, Петрівською, Азовською та проспектом Богатяновский спуск.

## Історія
Вулиця Червоних Зір розташована на узвозі крутого правого берега Дону. Вона починається з Малого проспекту (нині проспект Чехова) і закінчується біля Театрального проспекту (колишньої Нахічеванської межі). Вона називалася Катерининської й отримала це ім'я на честь імператриці Катерини II, знаходячись неподалік від вулиці імені іншого самодержця — Петра I.
Її онук імператор Олександр I, якого вона готувала собі в наступники, Ростову допоміг стати містом, затвердивши його план і герб у 1806 році. З цього часу Ростов вже офіційно згадується як місто, отримавши належні йому повітові установи з їхніми штатами й повітовим казначейством.
- | Зовнішні зображення | Зовнішні зображення               |
| ------------------- | --------------------------------- |
|                     | Млин Парамонова р. Ростов-на-Дону |

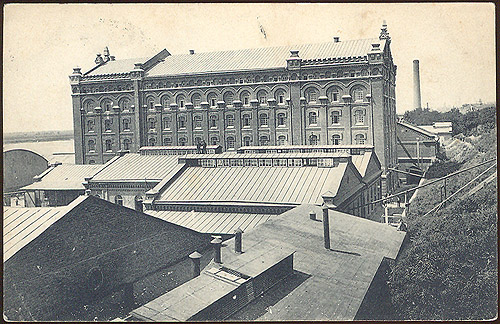
Ростов-на-Дону (до 07.11.1917). Млин Парамонова

У 1930 році у Ростові відбулася подія, яка дала змогу перейменувати не тільки вулицю Крупської, а й Жорно спуск (колишній Посоховской).
На колишньому Парамоновському млині вибухнув борошняний пил у замкнутих виробничих приміщеннях. Сильна пожежа охопила всю будову. Млин була зруйнована практично вщент. Гігантську пожежу вдалося потужити не відразу. Людей з-під завалів витягав весь Ростов.
У пам'ять про це не тільки Млиновий спуск стає провулком 7 Лютого (дата трагедії), але і колишня Катерининська, а також колишня імені Крупської стає вулицею Червоних Зір.